# Mohammed Bakhati
Mohammed Bakhati (arabe : محمد بخاتي) (né en Égypte à une date inconnue et mort à une date et à un lieu inconnu) est un footballeur international égyptien, qui évoluait au poste de milieu de terrain.

## Biographie

### Carrière en sélection
Il a joué la coupe du monde 1934 en Italie où ils joueront un match contre la Hongrie en 8e de finale, et où ils s'inclineront 4 buts à 2, avec d'autres joueurs tels que Mokhtar El-Tetch, Abdelrahman Fawzi où Mustafa Mansour entre autres.